# Cieszeniewo (przystanek kolejowy)
Cieszeniewo – nieczynny przystanek kolejowy w Cieszeniewie, w powiecie świdwińskim, w województwie zachodniopomorskim, w Polsce.